# Dornier Do 19
Il Dornier Do 19 era un bombardiere strategico quadrimotore ad ala bassa ed impennaggio bideriva, realizzato dall'azienda tedesca Dornier-Werke GmbH negli anni trenta e rimasto allo stadio di prototipo
Sviluppato per rispondere ad un requisito del Reichsluftfahrtministerium (RLM), venne costruito in soli tre esemplari prima di essere abbandonato a causa del disinteresse dimostrato dalla classe dirigente, indirizzata verso il bombardamento tattico in appoggio alle truppe di terra.

## Storia del progetto
Nel 1933, all'inizio della costituzione della Luftwaffe, il capo di stato maggiore, generale Walther Wever, comprese l'importanza strategica che il bombardamento aereo poteva avere in un futuro conflitto. In relazione alla pianificazione del "programma Ural Bomber" richiese ai due principali costruttori di aerei tedeschi, la Dornier-Werke GmbH e la Junkers GmbH, di concepire un bombardiere a lungo raggio. La risposta a queste specifiche portò alla realizzazione dei progetti del Do 19 e dello Junkers Ju 89, i quali vennero approvati dal Reichsluftfahrtministerium che, nel 1935, richiese alle due aziende la costruzione di due prototipi per la valutarne le qualità.
Il Do 19 ed il suo concorrente si rivelarono all'altezza delle specifiche richieste ma il loro sviluppo risentì di un cambiamento di programma all'interno della Luftwaffe. Wever rimase ucciso in un incidente aereo nel 1936 ed i suoi successori, prima Albert Kesselring e poi Hans-Jürgen Stumpff e Hans Jeschonnek, non riconobbero l'importanza militare di questo tipo di velivolo, sottolineando al contrario la necessità di dotarsi di bombardieri tattici a supporto delle operazioni dell'Heer, la forza armata di terra della Wehrmacht.
Mentre queste scelte si erano rivelate efficaci nella prima parte del secondo conflitto mondiale grazie alla tattica del Blitzkrieg, la guerra lampo, la mancanza di capacità strategiche dei bombardieri in dotazione ostacolò gravemente la Luftwaffe nella battaglia d'Inghilterra. L'evolversi del conflitto confermarono pienamente le intuizioni di Wever, abbracciate dalle forze aeree alleate, circa l'importanza del ruolo di questi velivoli nelle strategie di combattimento, mentre la Germania nazista non ebbe mai la possibilità di recuperare terreno in questo campo.

## Utilizzatori
Germania
- Luftwaffe